# ポータブルデータターミナル

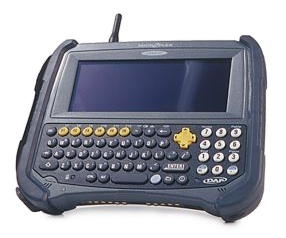
PDTの一例

ポータブルデータターミナル (PDT) とは小型の簡易入力端末の事である。片手で持てる大きさのものはハンディターミナルとも呼ばれる。
主にPOSシステムや、棚卸しの必要なシステムなどに用いられている。
小型の物は単純にキーのみで簡易的な文字表示しかできない。高度なものになると、タブレットPCまたはタッチパネルPCの機能を持つ。
タブレットPCまたはタッチパネルPCでのOSはWindows XP Tablet PC EditionまたはWindows NTを使用し、赤外線又はワイヤレス通信機能、簡易的な充電機能を有する。

## 主な用途
- チケット、切符の発行
  - 列車内における切符（乗車券、補充券、座席指定券、特別急行券など）販売　－　レシートプリンターが内蔵されている。
- 注文受付、レジ
  - 列車での車内販売 - レシートプリンター及びバーコードリーダーが内蔵されている。
  - ファミリーレストランの注文受付 - 無線LAN子機と小型ディスプレイが内蔵されている。特に「ハンディターミナル」と呼ばれる。回転寿司店では省力化のため、客が自ら入力する。セルフ式では、盗難や落下による破損を防ぐため、カウンターやテーブルに据え付けられている場合もある。
  - カラオケの楽曲検索、転送 - タッチパネルディスプレイ、赤外線通信、無線LAN、電子マネー決済機能を備える。第一興商のデンモクなど。
- 在庫管理、検品、棚卸し、貨物追跡
  - コンビニエンスストア - バーコードリーダーが内蔵されている。
  - レンタルビデオ - バーコードリーダーが内蔵されている。
  - 図書館（蔵書管理） - バーコードリーダーが内蔵されている。
  - 工場、倉庫 - バーコードリーダーが内蔵されている。
  - 運送会社 - バーコードリーダー及び通信機能が内蔵されている。会社によってはプリンターが搭載されている。[1]
- 決済端末
  - レストラン - テーブル会計を行うための端末
  - 運送会社 - 代引き決済を行うための端末[2]